# Niviventer excelsior
Niviventer excelsior  (Thomas, 1911) è un roditore della famiglia dei Muridi, endemico della Cina.

## Descrizione

### Dimensioni
Roditore di medie dimensioni, con lunghezza della testa e del corpo tra 112 e 178 mm, la lunghezza della coda tra 132 e 213 mm, la lunghezza del piede tra 27 e 33 mm e la lunghezza delle orecchie tra 22 e 27 mm.

### Aspetto
Il colore delle parti superiori è bruno-grigiastro chiaro mentre le parti ventrali sono bianche. La linea di demarcazione sui fianchi è netta. Sul muso sono presenti due macchie marroni scure che si estendono dalla base delle vibrisse fino agli occhi. I piedi sono lunghi e sottili. La coda è più lunga della testa e del corpo, è marrone scuro sopra, bianco-brunastro sotto e all'estremità dove è presente un ciuffo di peli. Le femmine hanno un paio di mammelle pettorali, un paio post-ascellari e due paia inguinali.

## Biologia

### Comportamento
È una specie terricola.

## Distribuzione e habitat
Questa specie è diffusa nelle province cinesi del Sichuan sudorientale e nello Yunnan nord-occidentale e centrale.
Vive nelle foreste montane tra i 2.300 e 3.000 metri di altitudine.

## Conservazione
La IUCN Red List, considerato il vasto areale e la popolazione numerosa, classifica M.excelsior come specie a rischio minimo (Least Concern).